# 2024年肯亞議會襲擊事件
2024年6月25日，作為更廣泛的肯亞金融法案抗議活動的一部份，數千名抗議者襲擊了奈洛比的肯亞議會大廈，以回應《2024年肯亞財政法案》的通過。當一些抗議者放火焚燒建築物的一部份時，抗議活動升級，警方向抗議者開鎗回應。奈洛比示威期間有19人死亡。總統威廉·魯托第二天拒絕簽署財政法案。

## 背景
這次攻擊是由2024年6月25日通過的一項新金融法案引發的，該法案因其提議的增稅而遭到公眾的廣泛反對，並自6月18日公佈以來引發了抗議。該法案對用於建設和裝備專科醫院的商品和服務徵收16%的稅，並將進口稅從2.5%提高到3%。某些最初的提議，包括對麵包徵收16%的銷售稅和對食用油徵收25%的關稅，由於公眾反對而被提前放棄。法案的通過遭到反對派議員的抵制，他們在議會會議期間離開了會議廳。

## 襲擊
財政法案通過後不久，抗議者（其中許多是年輕人）壓倒了警察並進入議會大樓。數千人衝破警察的屏障，衝進了大院。大樓的一部份也被縱火，幾個房間被洗劫一空，停在外面的汽車遭到破壞。立法程序中使用的儀式權杖被偷走。大樓內的議員透過隧道逃離現場。警方還向抗議者開槍。NetBlocks在肯亞「在警方的致命鎮壓中」記錄了一次重大的網路中斷。

### 其它事件
附近的奈洛比郡郡長辦公室也被縱火。抗議者試圖衝擊納庫魯州議會大廈。蒙巴薩、埃爾多雷特、基蘇木和涅里也發生了抗議活動。在恩布，執政的统一民主阵线的辦公室被縱火焚燒。據報導，奈洛比發生了搶劫事件，埃爾多雷特的幾座建築物也被縱火。

## 傷亡
據肯亞國家人權委員會稱，奈洛比的示威活動已造成19人死亡，160多人受傷正在接受治療。國際特赦組織報告稱，有200多人受傷。活動人士奧瑪·歐巴馬在議會大廈抗議時被催淚彈炸傷。

## 後果
對大樓的攻擊是數十年來針對肯亞政府最直接的攻擊。襲擊發生後，肯亞總統威廉·魯託在向全國發表的講話中稱這一事件是「叛國行為」，並表示示威活動「被危險人物劫持」。他還承諾對「暴力和無政府狀態」做出強烈反應。隨後部署肯亞國防軍協助恢復秩序。據報道，士兵在清理為受傷抗議者設立的醫療營地時，用催淚彈和橡皮子彈打傷了「數百人」。在奈洛比郊區吉圖賴，警方表示他們在連夜行動中使用了700多發空彈驅散抗議者。
6月26日，活動人士呼籲6月27日舉行和平抗議，反對金融法案並紀念在暴力事件中喪生的人。同一天，威廉·魯託宣布拒絕並撤回財政法案。

## 反應

### 國內
反對黨領袖拉伊拉·歐丁嘉譴責對抗議者的鎮壓，並敦促撤回金融法案。前總統烏胡魯·甘耶達呼籲對話，稱國家領導人應該「知道權力和權威是人民賦予他們的」。肯亞律師協會會長費斯·歐迪安博表示，每個參與其中的人，無論是主動還是被動，都必須對其行為負責。肯亞國家人權委員會敦促總統威廉·魯託立即發布命令「停止殺戮」。一群天主教主教也敦促警方不要攻擊抗議者，並呼籲政府傾聽對「無理」稅收的不滿。

### 國際
非洲聯盟委員會主席穆薩·法基呼籲肯亞實現「和平、安全與穩定」。美國和其他12個西方國家的外交官對議會暴力事件表示震驚，聯合國秘書長安東尼歐·古特瑞斯也表達了擔憂。國際特赦組織表示，「維持治安抗議的模式正在迅速惡化」，並呼籲政府尊重集會權。